# 彗星拦截器
彗星拦截器（Comet Interceptor）是由欧洲航天局主导的一项计划于2029年发射的无人探测器任务，该探测器将“停泊”在日-地拉格朗日点2附近，在三年内等待飞过的，在轨道和速度上可抵及的长周期彗星。
首席研究员是来自英国穆勒太空科学实验室的杰兰特·琼斯（Geraint Jones）。探测器平台的最高成本设定为1.5亿欧元，不包括科探仪器和发射服务。

## 概述
长周期彗星的轨道高度偏心，周期从200年到数千年不等，因此，它们通常在经过内太阳系并返回外太阳系遥远区域数月前才被发现，这对于计划和发射任务来说时间过于仓促。所以，欧空局将把“彗星拦截器”探测器“停放”在环绕日-地拉格朗日点2的稳定晕轮轨道上，等待发现一颗合适的彗星，以便近距离飞越。
“彗星拦截器”任务的独特之处在于，它的设计目的是交汇一颗迄今为止未知的目标，需要等待2至3年才能抵达一颗方向和速度变化合适的目标，其总任务长度约为5年，基本设计为太阳能电力推进 。
寻找适合飞越的彗星主要取决于地基的观测调查，如泛星计划、阿特拉斯或未来的大型综合巡天望远镜(LSST)。一旦不能及时拦截长周期彗星，则可以研究短周期彗星（标准：施瓦斯曼-瓦赫曼3号彗星）。如果速度和方向允许，也有可能拦截穿过太阳系的星际物体。
该任务的主要科学目标是“描述一颗动态的新彗星，包括它的表面成分、形状、结构和彗髮气体成分。
“彗星拦截器”是欧空局宇宙愿景计划中的首个快速级（F级）任务，由欧空局和日本宇宙航空研究开发机构共同计划和开发。“彗星拦截器”将与欧空局的爱丽儿号空间望远镜共用发射平台，该望远镜也将前往拉格朗日2点。

## 附属探测器
在飞越彗星前几周，主探测器（探测器 A）将部署两台携带有辅助仪器并对彗髮取样的小探测器（B1和B2）以进一步抵近目标。三台探测器都将对气体成分、尘埃流、密度、磁场以及等离子体和太阳风相互作用进行取样，以建立彗星周围区域的三维形貌。
| 探测器 | 航天机构 | 科学载荷 |
| ------ | -------- | --- |
| A      | 欧空局   | CoCa: 可见光/近红外成像仪 MIRMIS: 近红外/热辐射红外光谱成像仪 DFP: 尘埃、磁场和等离子体                            |
| B1     | JAXA     | HI: 莱曼-阿尔法氢成像仪 PS: 等离子体组件 WAC: 广角照相                                                             |
| B2     | 欧空局   | OPIC: 彗星光学成像仪（Vis/IR） MANIaC: 彗星中性粒子和离子质谱仪 EnVisS: 全天域彗发测绘器 DFP: 尘埃、磁场和等离子体 |

## 另请查看
- 爱丽儿号 –使用同一枚火箭发射